# Balma
Balma là một xã thuộc tỉnh Haute-Garonne trong vùng Occitanie ở tây nam nước Pháp. Xã nằm ở khu vực có độ cao từ 135-218mét trên mực nước biển. Xã năm về phía đông của Toulouse.

## Di tích

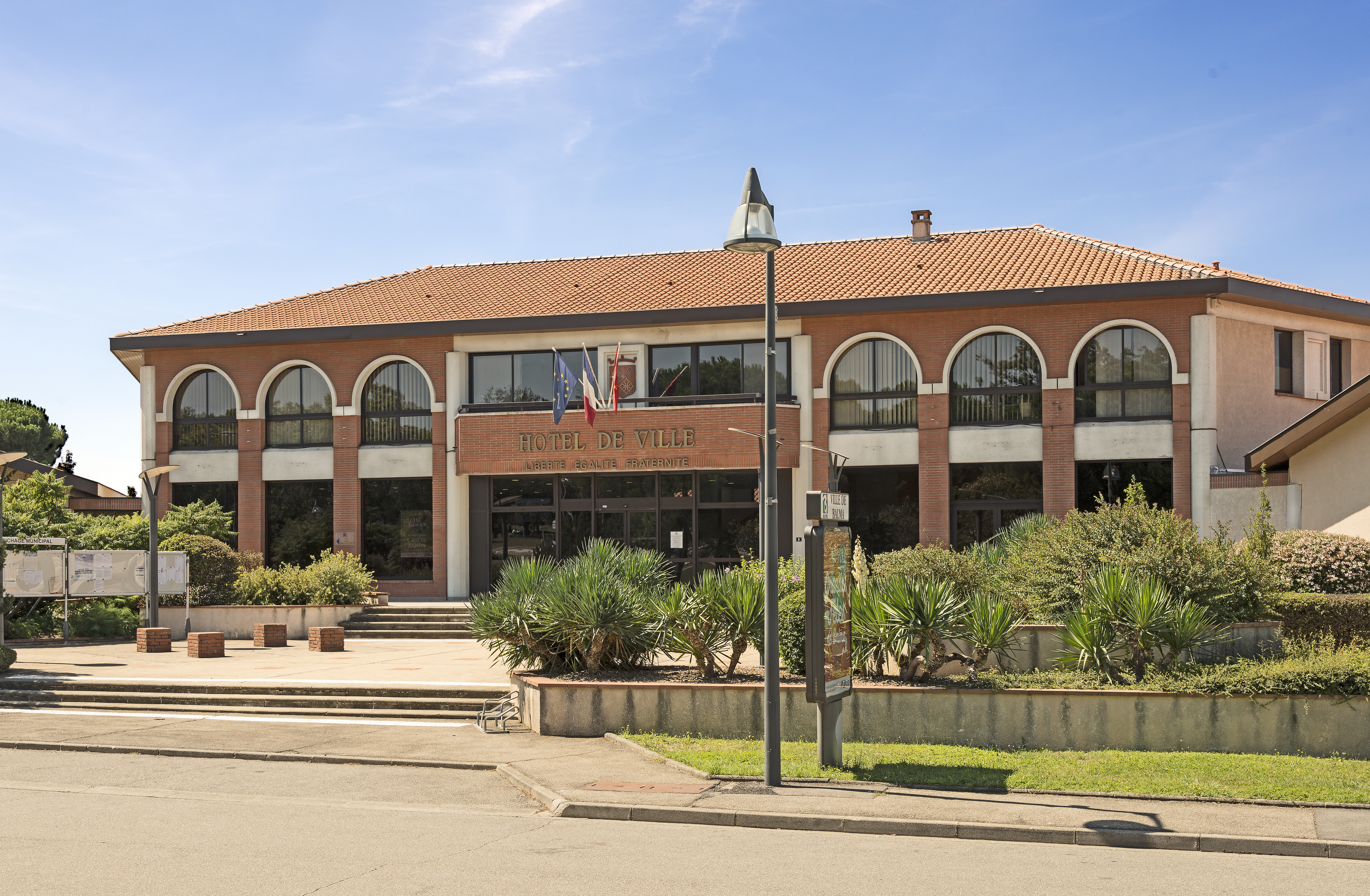
Tòa thị chính
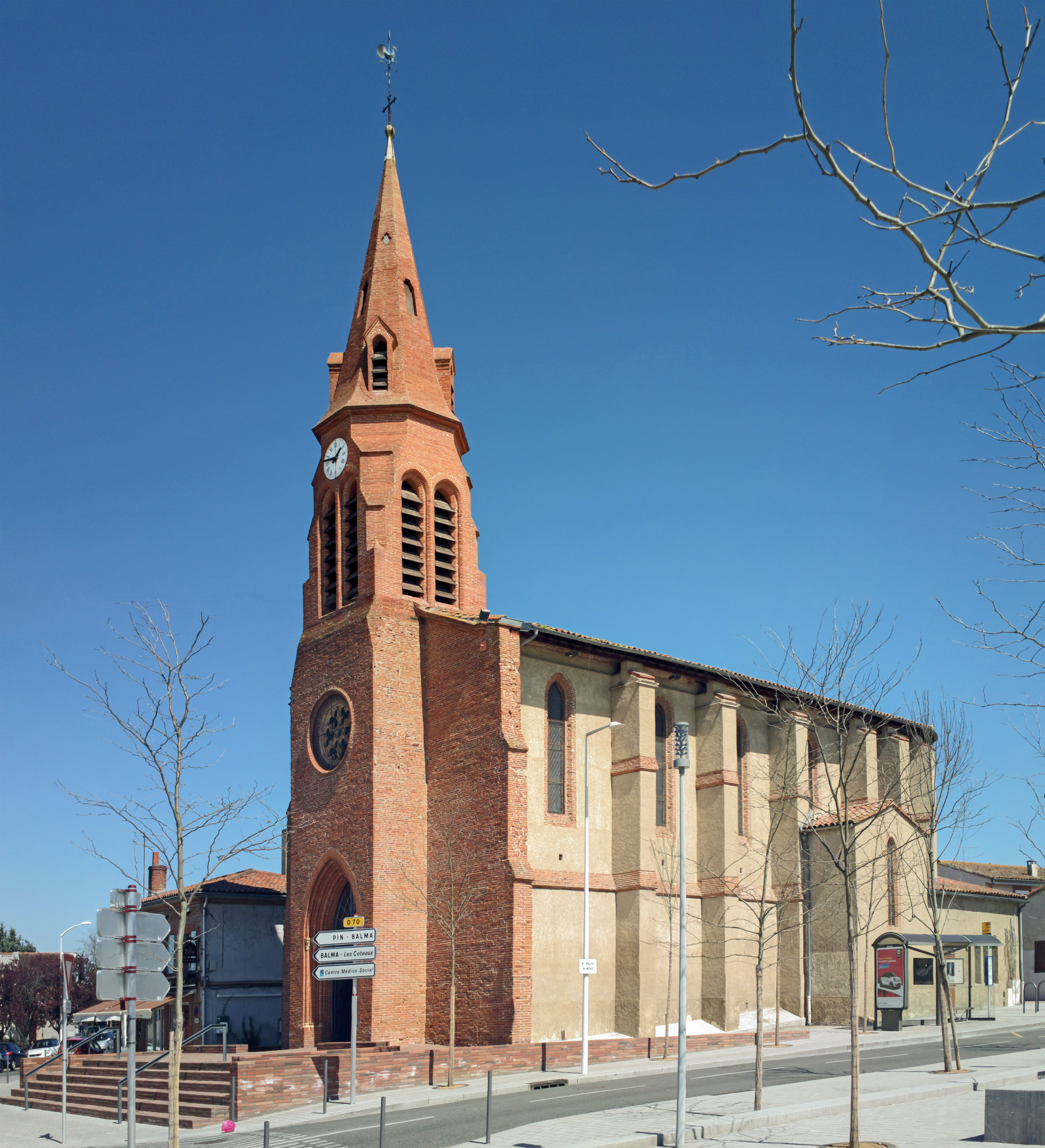
nhà thờ Saint-Joseph
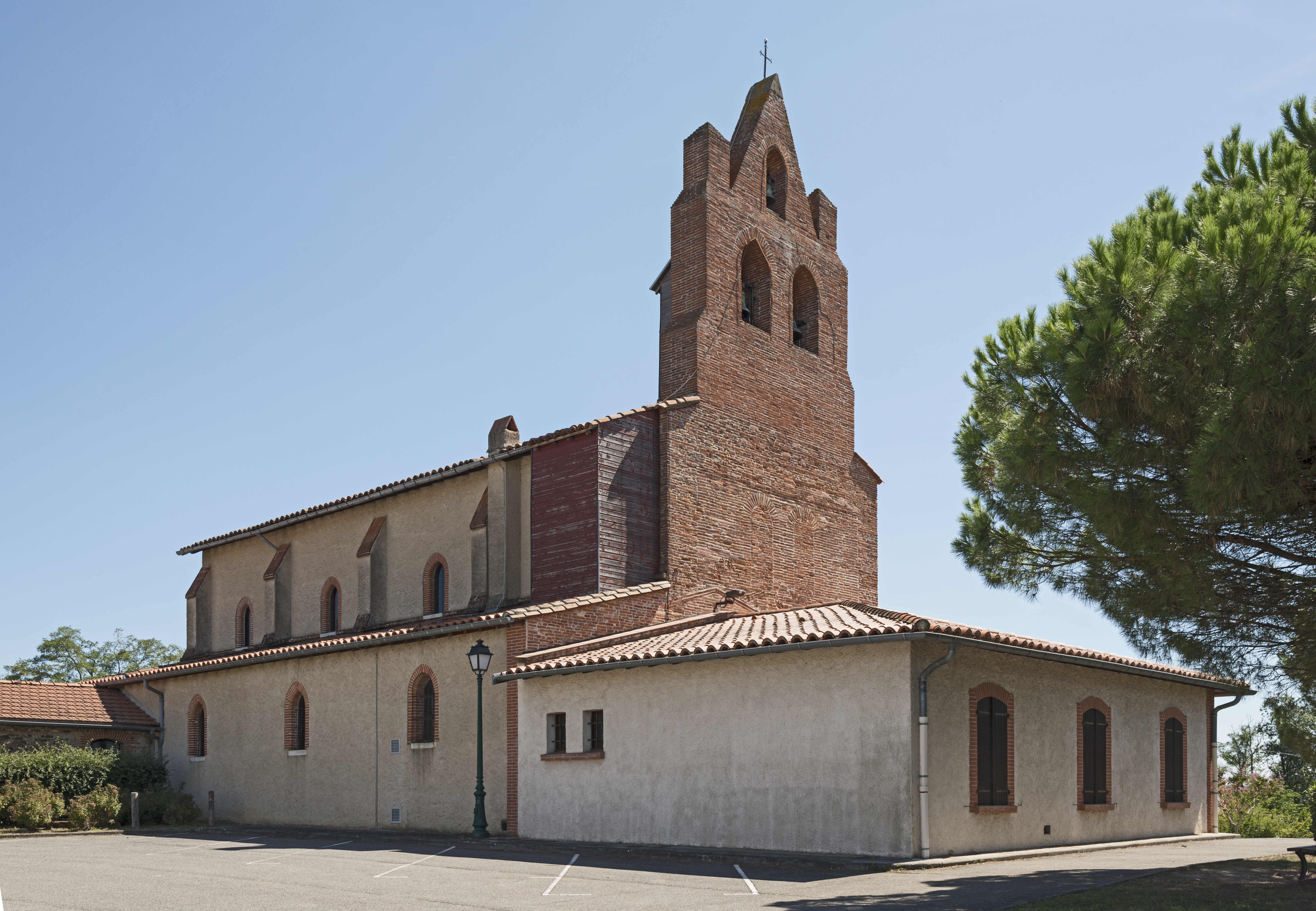
nhà thờ Saint-Martin-de-Boville
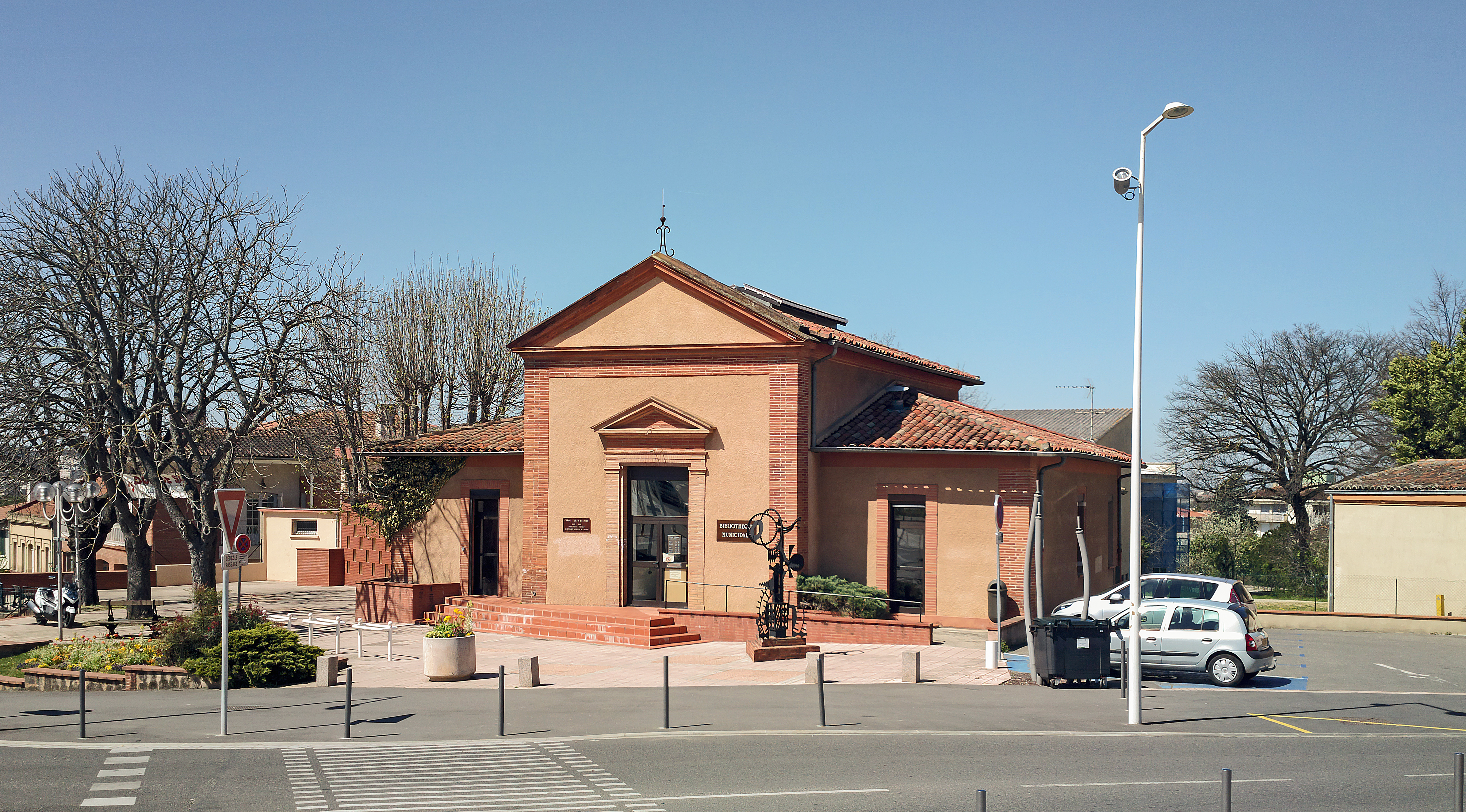
Thư viện công cộng
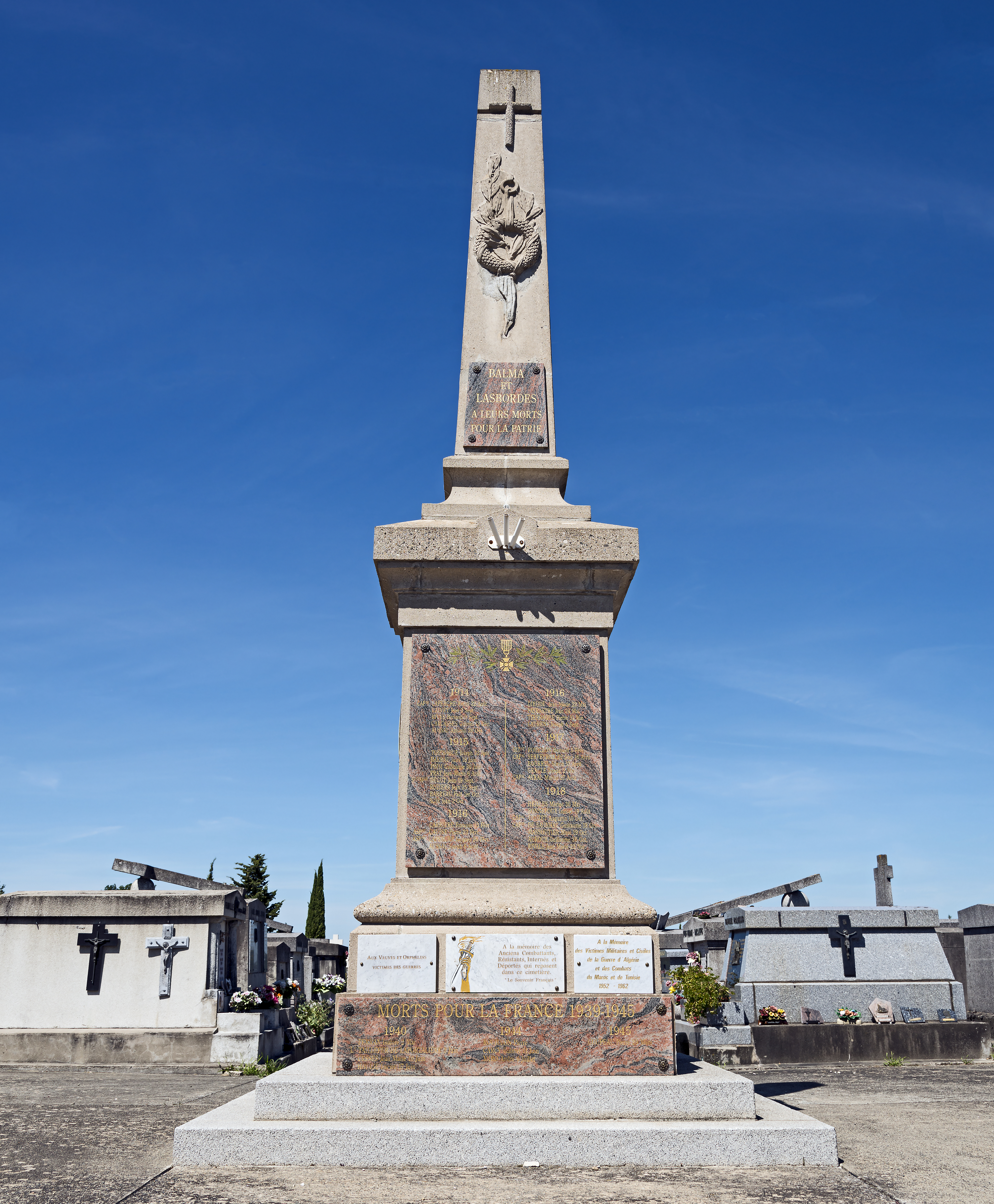
Đài tưởng niệm chiến tranh